# Bico de Pena
A Bico de Pena é uma editora do Grupo Editora Pergaminho, com uma moderna linha de inovação a nível editorial.
As suas edições organizam-se em grandes grupos temáticos, designados por um determinado tipo de pena, por exemplo Pena de Pavão dedicada à edição de livros de ficção literária, eróticos, gays e lésbicos e Pena de Cisne, dedicada à edição de literatura clássica. Tem-se distinguido pela tradução e edição de alguns dos autores jovens ou pouco conhecidos em Portugal (Jeanette Winterson, Arnon Grunberg, Ali Smith, Augusten Burroughs, Tom Perrota ou Annie Proulx) e pela reedição de alguns clássicos (Anaïs Nin, "Teleny" atribuído a Oscar Wilde, "A Dama das Camélias "de Alexandre Dumas Filho ou "O Fantasma da Ópera").
Incentiva o diálogo e discussão com os seus leitores pelo patrocínio, em paralelo com o sítio Internet, de um blog.
Participou na 77ª Feira do Livro de Lisboa.